# La Seguera
La Seguera és una muntanya de 522 metres que es troba al municipi de Figuerola del Camp, a la comarca de l'Alt Camp.